# Un dì, felice, eterea
Un dì, felice, eterea (з італ. "Одної щасливої днини") — дует з першого акту опери Джузеппе Верді «Травіата» на лібрето Франческо Марія П'яве.
За сюжетом опери, дует виконують головні герої: провінційний юнак Альфред Жермон (тенор) і куртизанка Віолетта Валері (сопрано), під час званої вечері, що дає Валері у своєму паризькому салоні. Альфред, який з першого погляду закохався в чарівну Віолетту, зізнається їй у своїх почуттях, але отримує відмову.
Мелодія дуету є важливою мелодійною складовою опери. Як пояснює Алан Монтгомері, дует слугує виразним прикладом роботи Верді з додатковими вказівками для виконавців: початок партії Альфреда композитор маркує стакато, щоб підкреслити, що герой зважує кожне слово.
Дует був записаний багатьма видатними виконавцями у рамках запису всієї опери або ж окремо. Широко відомі, зокрема, запис Марії Каллас і Джузеппе ді Стефано (1955), запис того ж Ді Стефано з іншого солісткою, Антоніеттою Стелла (1952; як зазначає сучасний критик, партія Альфреда «ніколи не була проспівана настільки зворушливо, хоча і з досконалим самовладанням»), трактування Джоан Сазерленд і Лучано Паваротті, Анни Нетребко і Роландо Вильясона (2005).
Музику дуету було використано у фільмі «Красуня» (1990). У 2004 році дует (у одноголосному виконанні) був записаний Девідом Бірном і увійшов до його альбому Grown Backwards.

## Пеерклад

### Медіа
- Відео: "Одної щасливої днини" (Un dì, felice, eterea), переклад Олекси Кириченка, виконують Соня Йончева та Майкл Фабіано, Метрополітен-опера, 2017 р.